# Henning Hamilton (jägmästare)
Henning Patrick Hamilton, född 22 maj 1929 i Lemnhults församling i Jönköpings län, död 5 december 2022, var en svensk greve och jägmästare.
Henning Hamilton var son till forstmästaren, greve Harry Hamilton och Lisa, ogift Berg. Han tog civiljägmästarexamen vid Skogshögskolan 1955 och blev Master of Forestry vid Oregon State University i USA 1958. Han var skogsvårdschef vid Graningeverkens AB 1955–1960, skogsdirektör vid Södra Skogsägarna 1960–1972, utbildningsledare för skogsindustrin i Tanzania 1972–1974, VD för Svenska skogsvårdsförbundet 1974–1986, informationschef vid Södra Skogsägarna 1986–1991 och därefter VD för AB Skogens hus. Han var ledamot i Kungliga Skogs- och Lantbruksakademien. Henning Hamilton författade böcker, uppsatser och artiklar rörande skogsfrågor.
Första gången var han gift 1955–1987 med sjukgymnasten Elisabeth Ulff (född 1930), dotter till skeppsredaren Tore Ulff och Anna, född Wahren, och fick fyra söner, av vilka märks Carl Hamilton. Andra gången gifte han sig 1988 Marianne Heurlin (född 1943), dotter till direktören Gustaf Heurlin och Hervor Heurlin.